# Archanara obsoleta
Archanara obsoleta là một loài bướm đêm trong họ Noctuidae.